# اریک کریستین هوگارد
اریک کریستین هوگارد (دانمارکی: Erik Christian Haugaard; ۱۳ آوریل ۱۹۲۳ – ۱ ژانویهٔ ۲۰۰۹) یک نویسنده اهل دانمارک بود.